# Bia Nunnes
Bia Nunnes, nome d'arte di Beatriz Alexim Nunes (Rio de Janeiro, 4 aprile 1958), è un'attrice brasiliana.
È sorella dell'attrice Maria Cristina Nunes e figlia dello scrittore e comico Max Nunes. È sposata con Fernando Berditchevsky dal 1982.

## Filmografia

### Televisione
- Planeta dos Homens (1976)
- Ciranda Cirandinha (1978)
- Viva o Gordo (1981)
- Amor com Amor se Paga (1984)
- Você Decide (1992)
- História de Amor (1995)
- Salsa e Merengue (1996)
- Meu Bem Querer (1998)
- O Cravo e a Rosa (2000)
- Coração de Estudante (2002)
- A Lua me Disse (2005)
- Toma Lá, Dá Cá (2008)
- A Grande Família (2008)
- Negócio da China (2008)
- A Vida Alheia (2010)
- Ti Ti Ti (2010)
- Aquele beijo (2011)